# Asterostigma
Asterostigma Fisch. & C.A.Mey. – rodzaj bylin, geofitów, należący do rodziny obrazkowatych, liczący 8 gatunków występujących w Brazylii i północno-wschodniej Argentynie, przechodzących okres spoczynku w porze suchej i zawierających sok mleczny. Nazwa naukowa rodzaju pochodzi od greckich słów αστέρι (asteri – gwiazda) i στίγμα (stigma – piętno, w bot. znamię słupka), i odnosi się do kształtu tego elementu kwiatu żeńskiego roślin.

## Morfologia
ŁodygaPodziemna, kulista lub spłaszczona bulwa pędowa.
LiścieRośliny tworzą jeden prosty liść właściwy o blaszce pierzastosiecznej. Często plamisty ogonek, bez kolanka przy nasadzie liścia, tworzy u podstawy pochwę liściową. Użyłkowanie pierwszorzędowe pierzaste, dalsze siatkowate. Brak żyłek marginesowych.
KwiatyRośliny jednopienne. Od 1 do 3 kwiatostanów, typu kolbiastego pseudancjum, wyrasta z pochwy liściowej. Pochwa kwiatostanu wzniesiona, trwała, zwężona i zwinięta u podstawy, powyżej otwarta. Kolba w dolnej części (pokrytej kwiatami żeńskimi) częściowo przyrośnięta do pochwy; w górnej części pokryta kwiatami męskimi aż do wierzchołka. Kwiaty męskie 3-4-pręcikowe, zrośnięte w synandrium. Zalążnie otoczone synandriami, 3-5-komorowe, komory jednozalążkowe. Zalążki anatropowe. Szyjka słupka cieńsza od zalążni. Znamię słupka gwiazdkowate.
OwocePojedyncze, prawie kuliste, żeberkowane jagody. Nasiona podłużne do eliptycznych.
Rodzaje podobneCroatiella  i Incarum. Różnice obejmują: anatropowe zalążki, pierzastosieczne blaszki liściowe, a w przypadku Incarum również płaskie lub wypukłe powierzchnie synandriów.

## Systematyka
Pozycja rodzaju według Angiosperm Phylogeny Website (aktualizowany system APG IV z 2016)Należy do plemienia Spathicarpeae, podrodziny Aroideae, rodziny obrazkowatych, rzędu żabieńcowców w kladzie jednoliściennych.
Pozycja rodzaju w systemie Reveala z roku 2007 (2010)Gromada okrytonasienne (Magnoliophyta Cronquist, Takht. & Zimmerm. ex Reveal), podgromada Magnoliophytina (Frohne & U. Jensen ex Reveal), klasa Magnoliopsida (Brongn.), podklasa żabieńcowe (Alismatidae Takht.), nadrząd obrazkopodobne (Aranae Thorne ex Reveal), rząd obrazkowce (Arales Juss. ex Bercht. & J. Presl), rodzina obrazkowate (Araceae Juss.).
Pozycja rodzaju według Crescent Bloom (system Reveala z lat 1993–1999)Gromada okrytonasienne (Magnoliophyta Cronquist), podgromada Magnoliophytina (Frohne & U. Jensen ex Reveal), klasa jednoliścienne (Liliopsida Brongn.), podklasa obrazkowe (Aridae Takht.), nadrząd obrazkopodobne (Aranae Thorne ex Reveal), rząd obrazkowce (Arales Dumort.), rodzina obrazkowate (Araceae Juss.), plemię Asterostigmateae Schott, podplemię Asterostigmatinae Schott.
Synonimy
- Staurostigma Scheidw.
- Andromycia A.Rich. in R.de la Sagra
- Rhopalostigma Schott

Gatunki
- Asterostigma cryptostylum Bogner
- Asterostigma cubense (A.Rich.) K.Krause ex Bogner
- Asterostigma lividum (Lodd.) Engl.
- Asterostigma lombardii E.G.Gonç.
- Asterostigma luschnathianum Schott
- Asterostigma reticulatum E.G.Gonç.
- Asterostigma riedelianum (Schott) Kuntze
- Asterostigma tweedianum Schott